# Beilschmiedia appendiculata
Beilschmiedia appendiculata är en lagerväxtart som först beskrevs av C.K. Allen, och fick sitt nu gällande namn av S.K. Lee & Y.T. Wei. Beilschmiedia appendiculata ingår i släktet Beilschmiedia och familjen lagerväxter. Inga underarter finns listade i Catalogue of Life.